# Acide carboxyglutamique
L’acide carboxyglutamique, souvent appelé acide gamma-carboxyglutamique et abrégé conventionnellement en Gla, est un acide α-aminé rare présent dans certaines protéines, non pas à l'issue de la biosynthèse des protéines, mais à la suite d'une modification post-traductionnelle intervenant sur des résidus glutamate une fois la protéine synthétisée. Ces modifications, qui créent une affinité pour les cations Ca2+, interviennent notamment sur les facteurs de coagulation et d'autres protéines de la cascade de réactions provoquant la coagulation sanguine. Les différentes formes de vitamine K permettent la gamma-carboxylation de résidus glutamate des facteurs de coagulation II, VII, IX et X.